# Розвантажувальний пояс

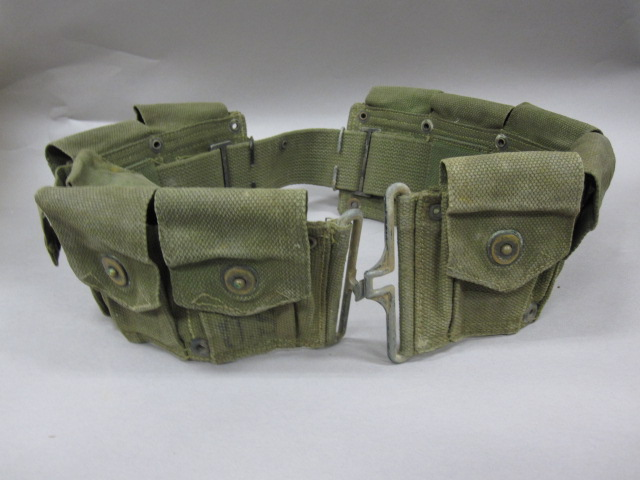
Розвантажувальний пояс з патронтажами для гвинтівки Springfield M1903

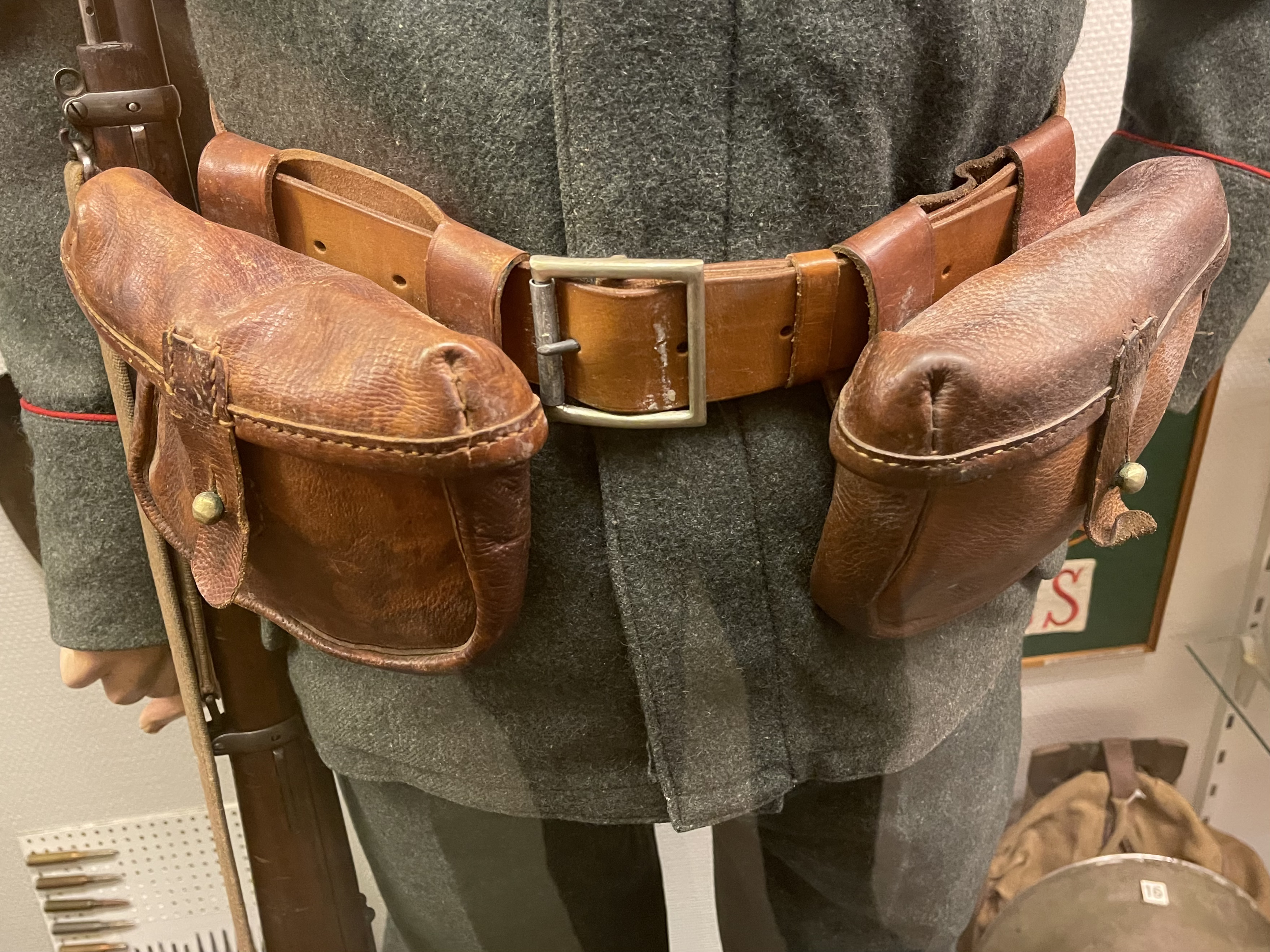
На уніформі добре видно шкіряний розвантажувальний ремінь з двома шкіряними підсумками (сухопутні війська Норвегії, 1914-1940 рр)

Розвантажувальний пояс (розвантажувальний ремінь) — частина професійного екіпірування у вигляді поясу (військового, спортивного, будівельного, «фотографічного»).
У військовиків — елемент бойового екіпірування (наприклад, піхотинця), для полегшення носіння військового спорядження.
На відміну від бандольєрки-берендейки — цей військовий елемент екіпірування є актуальним, офіційно затвердженим у деяких країнах.

## Будова
Пояс складається з пряжки (найчастіше швидкого використання наприклад, fast), широкого міцного полотна (можуть бути внутрішні вставки, наприклад ПЕТ) відповідного забарвлення з системами швидкого кріплення спорядження (наприклад, моллі), додаткові петлі для лямок.
Необхідно відмітити, що пояс може застосовуватись як самостійний елемент (для швидкого одягання), так і у поєднанні з наплічними лямками (які є обов'язковими складовими).

### Відео
- Збираємо ПОТУЖНИЙ штурмовий/тактичний пояс HOFNER на YouTube 21.17", 2021 р.
- РПС (ремінно-плечова система) "Черсел"... на YouTube 3.53", 2021 р.
- (англ.)Пояс тактический разгрузочный "5.11 Tactical VTAC Brokos Belt" на YouTube 1.01", 2017 р.